# EOB
EOB光源基板（Emitter On Board）是一種以陶瓷材料為基板製作的發光二極體平面光源模組。其在陶瓷板上配有印刷電路，並搭配多個導熱柱，及多個獨立發光二極體模組組合而成。